# Ilija Kujundžić
Ilija Kujundžić (Subotica, 31. srpnja 1857. – 5. veljače 1929.) je bio bački Hrvat iz Subotice. Po struci je bio kapelan, katehet, prelat kanonik, dušnočki župnik, načelnik Biskupskog računarskog ureda, a radio je kao suradnik i posljašnji urednik većeg broja listova i časopisa.
Rodio se u uglednoj subotičkoj obitelji Kujundžić koja je dala niz društvenih radnika (Nikola Kujundžić, Radoslav Kujundžić, Efrem Stipan Kujundžić, Ivan Kujundžić,Ivan Jesse Kujundžić, Pavao Kujundžić)
U rodnom gradu je završio srednju školu, a bogloslovlje je studirao u Kalači. Nakon toga je obnašao duhovničke dužnosti u Dušnoku, Lemešu i u Subotici.
Bio je učenikom i ideološkim sljedbenikom hrvatskog preporoditelja u Bačkoj, Ivana Antunovića.
Od listova gdje je bio urednik, valja istaknuti "Nevena" i "Danicu". 
Bio je žestok pristaša i borac za ideju uvođenja materinskog jezika u pučke škole, prihvaćajući pritom hrvatski jezik kao književni.
Bio je prvim predsjednikom subotičkog Hrvatskog prosvjetnog društva "Neven", osnovanog 1920.
Svoje djela je potpisivao pod pseudonimom Gromović.
U svojim djelima ga je, pored ostalih, opjevao i hrvatski pjesnik iz Bačke Miroljub Ante Evetović.
Pokopan je na subotičkom Bajskom groblju. Kujundžićev je grob jedinstveni jezični spomenik svog vremena, posebice zbog teksta na njemu, jer je spomenikom pravopisa i hrvatskog jezika kojim se onodobno govorilo u Subotici, a grad Subotica piše se imenom Subatica, kako ga tamošnji Hrvati zovu. Nalazi se na subotičkom Groblju svetoga Petra i Pavla (Bajsko groblje – crkveni dio). Ivan Kujundžić je u velikoj obiteljskoj grobnici u kojoj osim njega počivaju poznati subotički franjevac Ivan Jesse Kujundžić, gimnazijalac Josip Matković, Albe Kujundžić i Roza Jaramazović. Pored jezične, spomenik kao građevina ima umjetničku vrijednost. Nad grobnicom su tri piramide od crnog granita, a na samoj grobnici jedna spomen–ploča. Na piramidama je na svim četirima stranama uklesan opširan i zanimljiv tekst koji govori o pokojnicima i o vjeri tugujućih. Cijeli ovaj spomenik resi lijepa ograda i nosač za svjetiljku koji je iskovan od kovanog željeza. Na ovoj je grobnici dokumentiran Ilija Kujundžić kao ujak i skrbnik mladog pokojnika, gdje se javlja u ulozi izvršitelja oporuke i postavitelja nadgrobnog spomenika, a poslije je ovdje i pokopan. Tekst koji se odnosi na Ivana kao oporučitelja glasi: Smrt miloga pokojnika razcviljenim srcem al punom nadom u sveto uskrsnuće oplaka mati mu Roza Jaramazović udova Albe Kujundžić, jedina sestrica Marta sa mužem Stipanom Stipić, jedini brat Ilo Kujundžić župnik u Dušnoku, takogjer silna rodbina i prijatelji. Ovaj nadgrobni spomenik po oporuci mlagjana pokojnika dao je postaviti miseca rujna 1894. ujak i bivši skrbnik pokojnika Ilija Kujundžić župnik kao izvršitelj oporuke svoga nezaboravljenog nećaka.
 Njegov grobni natpis glasi: 1929. – Ovde čeka uskrsnuće prečasni gospodin prelat kanonik msgr. Ilija Kujundžić umirovljeni dušnočki župnik, načelnik Biskupskog računarskog ureda rodjen 31. srpnja 1857. umro 5. veljače 1929. u 72 godini života. Nadgrobnom pločom pokriva ovu grobnicu sestra milog pokojnika ud. Marta Stipić rodj. Kujundžić rodjena 31. srpnja 1854. umrla 10. kolovoza 1936. u 82. godini života Subotica, 5. lipnja 1929. Opominje se podvorkinja Roza Palatinus. 

## Vanjske poveznice
- Miroljub Ante Evetović (1862. - 1921.) hrvatski pjesnik  Ante Sekulić, Klasje naših ravni 3-4/2002.
- Kalendar Hrvata u Mađarskoj  Arhivirana inačica izvorne stranice od 27. rujna 2007. (Wayback Machine)
- Događanja u subotičkoj biskupiji Članak u "Zvoniku"